# Komunitní rada Manhattanu 6

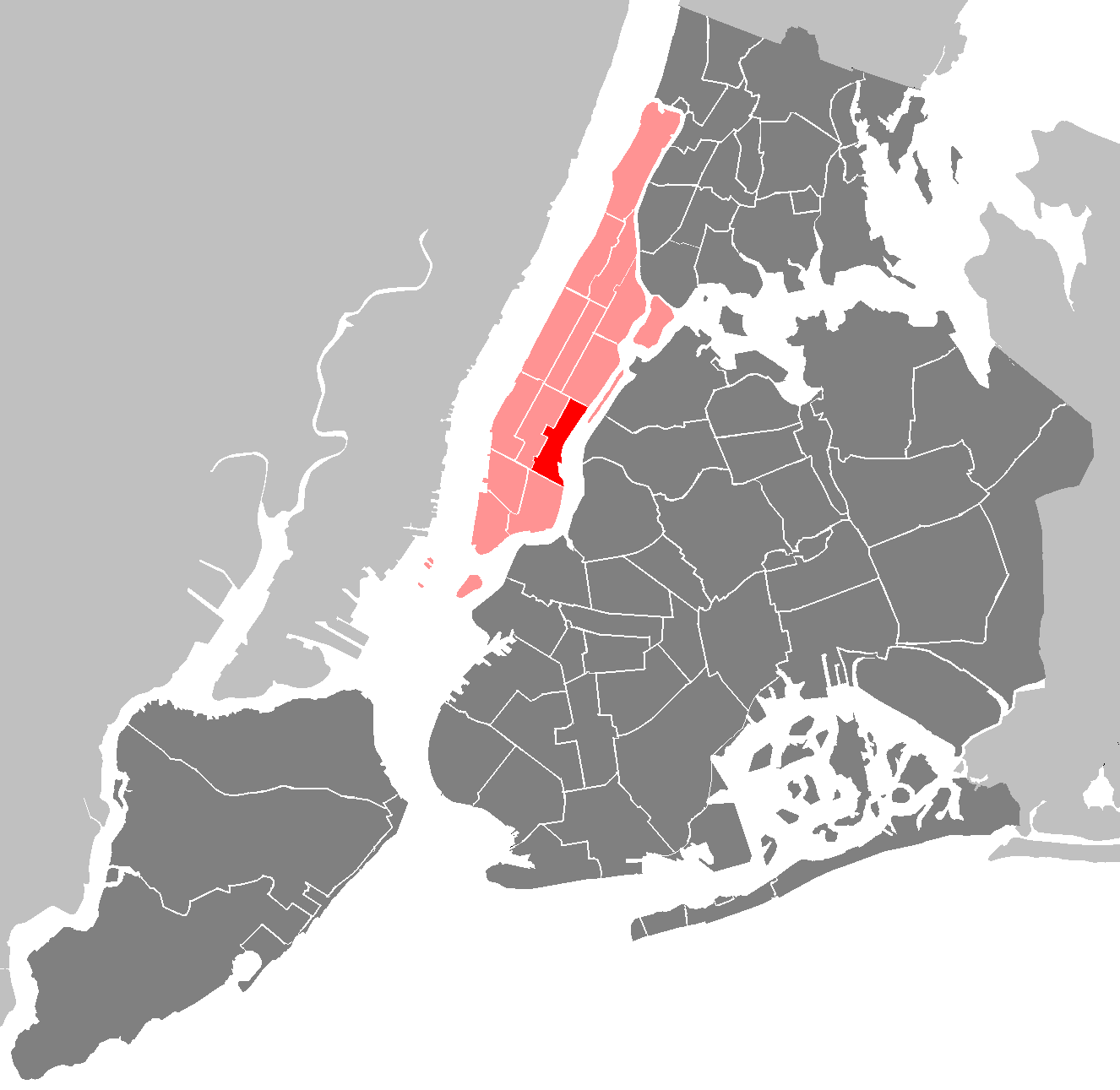
Poloha na Manhattanu

Komunitní rada Manhattanu 6 (Manhattan Community Board 6) je jednou z komunitních rad na newyorském Manhattanu. Nachází se ve východní části Midtown Manhattan od 14. po 59. ulici. 
Zahrnuje části Stuyvesant Town, Tudor City, Turtle Bay, Peter Cooper Village, Murray Hill, Gramercy Park, Kips bay a Sutton Place. Východní a západní hranicí jsou East River a Lexington Avenue. Současným předsedou je Lyle Frank a správcem Toni Carlina.